# Jan Książek
Jan Szczęsny Książek (ur. 18 maja 1900 w Krakowie, zm. 13 kwietnia 1964 tamże) – polski malarz i pedagog.

## Życiorys
Był jednym z najmłodszych ochotników Legionów Polskich, nie zachowały się dokumenty umożliwiające ustalenie przebiegu służby. W 1920 rozpoczął studia na krakowskiej Akademii Sztuk Pięknych w pracowni Józefa Mehoffera, równocześnie studiował na Uniwersytecie Jagiellońskim historię sztuki. Ponadto rok po rozpoczęciu studiów rozpoczął pracę nauczyciela rysunku w krakowskich szkołach. W 1924 odbył podróż do Włochy, gdzie odwiedził m.in. Rzym i Florencję. Należał do Grupy Dziesięciu i do założonego przez braci Kaspra i Stanisława Pochwalskich, Emila Krchę i Kazimierza Rutkowskiego Zrzeszenia Artystów Plastyków Zwornik. Od 1927 wystawiał swoje prace z krakowskim Towarzystwem Przyjaciół Sztuk Pięknych i z Towarzystwem Zachęty Sztuk Pięknych w Warszawie. Podczas okupacji hitlerowskiej nauczał na tajnych kompletach. W 1945 był jednym z pierwszych artystów, który miał w Towarzystwie Przyjaciół Sztuk Pięknych wystawę indywidualną. Od 1946 przez osiem lat wchodził w skład Komisji Kultury Wojewódzkiej Rady Narodowej. Do końca życia nauczał rysunku, zmarł w 1964. Rok po śmierci miała miejsce wystawa indywidualna podsumowująca ponad czterdzieści wystaw w Towarzystwie Przyjaciół Sztuk Pięknych.
Jan Książek tworzył przy użyciu techniki olejnej, akwareli, ołówka i pasteli. Malował pejzaże, portrety a także martwe natury i kwiaty. Sporadycznie malował architekturę, stare domy, budowle sakralne i inne. Największy zbiór obrazów Jana Książka znajduje się w Muzeum w Żywcu.
Zmarł w Krakowie. Został pochowany na Cmentarzu Salwatorskim (sektor SC8-4-22).